# Vézelay
Vézelay (francosko: [vez(ə)lɛ]) je občina v departmaju Yonne v severno-osrednji francoski regiji Burgundija-Franche-Comté. Je obrambno mesto na hribu, znano po opatiji Vézelay. Mesto in njegova romanska bazilika sv. Magdalene iz 11. stoletja sta uvrščena na seznam svetovne dediščine UNESCO.

## Zgodovina

### Antična zgodovina
Prve sledi človeške naselitve v bližini Vézelaya segajo v obdobje od 2300 do 2200 pr. n. št. v bližini izvirov Solnih fontan. V 1. in 2. stoletju je na jugozahodu Vezelaya približno petsto do osemsto sužnjev izkopalo približno dva tisoč rudniških jaškov. Ti rudniki so omogočili nastanek središča gospodarske dejavnosti (tržnice), zatočišča in verjetno tudi romarskega kraja.
Od 1. stoletja naprej so Rimljani na hribu Vézelay začeli z vinogradništvom. Leta 1689 je župnik Guenot med gradnjo novega zvonika v temeljih stare cerkve Saint-Etienne odkril tempelj v čast Bakha, kar kaže na pomen te kulture v regiji.

### Srednji vek
Več kot tisočletna zgodovina mesta se je začela leta 858/859 z ustanovitvijo benediktinske opatije, ki jo je v dolini pod današnjim mestom (danes Saint-Père sous Vézelay) ustanovil Gerard (Girard) II., grof Vienne. Samostan, prvotno ženski samostan, je bil v skladu z ustanovno listino zgrajen v čast Kristusa in Device Marije. Apostola Peter in Pavel sta bila že v prejšnjih časih dodana kot zavetnika. Obdarjen s kraljevimi in papeškimi privilegiji ter podarjen s strani papeža Nikolaja I. z relikvijami svetnikov Poncijana in Andeola, je bil v naslednjih letih preurejen v moški samostan. Pod vodstvom opata Oda (Eudesa), ki je prišel iz Autuna, je bil obdan z obzidjem in po tem, ko so ga leta 887 oropali Normani, je bil zaradi boljše obrambe končno preseljen na sosednji hrib, kjer je tudi danes. Vključitev v reformirani clunyjski red (ordo cluniacensis), ki jo je sprožil grof Landry iz Neversa, je leta 1058 potrdil papež Štefan IX.. Vézelay je bil tako podrejen Clunyju, vendar je ohranil svoj status opatije. Šele opat Viljem iz Mella (izvoljen leta 1161) je obnovil popolno neodvisnost od Clunyja.
Vézelay je postal pomembno romarsko mesto in izhodišče ene od poti na Jakobovi poti v Santiago de Compostela zaradi svoje zavetnice Marije Magdalene. Relikvije svetnice so bile v Vézelayu verjetno od konca 9. stoletja. Clunyjevo spodbujanje njenega kulta je privedlo do tega, da je Vézelay pod opatom Geoffreyjem (Geoffroi, 1037–1051) sprejel svetnico za eno svojih zavetnic. To je bilo prvič dokumentirano v privilegiju, ki ga je podelil papež Leon IX. (Epist. 36, PL 143,642). V tem obdobju se je pojavila prva različica zbirke čudežev o čudežni moči svetničinih relikvij, kmalu zatem pa se je, poleg konkurenčnih pričevanj, pojavilo tudi uradno lokalno izročilo o prenosu teh relikvij v Vézelay: po tem izročilu je Marija Magdalena skupaj z drugimi svetnicami pobegnila iz Judeje pred judovskim preganjanjem in bila po svoji smrti sprva pokopana v južni Franciji, v Marseillu ali, po bolj razširjeni različici, v Aix-en-Provence. Vendar so bili njeni posmrtni ostanki preneseni v Vézelay med vladavino opata Oda.
V 12. stoletju je bil Vézelay nesporno središče kulta Magdalene. Ta razvoj ni bil posledica le gospodarskega razcveta, ki se od takrat ni ponovil, temveč tudi začasne prisotnosti v evropskih političnih zadevah. Tu je Bernard iz Clairvauxa leta 1146 pozval k drugi križarski vojni; tu sta se na začetku tretje križarske vojne leta 1190 srečala francoski kralj Filip II. in Rihard I. Levjesrčni, da bi se odpravila v Sveto deželo; in prav tukaj je Tomaž Becket, izgnan kot canterburyjski nadškof, leta 1166 izrekel anatemo nad svojim kraljem Henrikom II. Angleškim
Vézelay pa je ta status izgubil v 13. stoletju, ko je Karel II. Anžujski, takrat še provansalski grof in v očetovi odsotnosti regent Neapeljskega kraljestva, leta 1279/80 naročil obsežno raziskavo o izročilu Magdaleninih relikvij. Med to preiskavo naj bi svetničine kosti odkrili v sarkofagu v kapeli provansalske opatije Saint-Maximin, njihovo pristnost pa naj bi potrdil spremni dokument, ki ne obstaja več. Odkritje je povzročilo hud spor med opatijama, ki ga je leta 1295 papež Bonifacij VIII. odločil v korist Saint-Maximin-la-Sainte-Baume.
Že v 11. stoletju so morali opati Vézelaya braniti pravice opatije in z njimi povezane dohodke pred škofi iz Autuna in zlasti pred grofoma Neversom, ki so zahtevali zaščitne pravice nad opatijo in so si začasno lahko zagotovili njeno posvetno jurisdikcijo. Ko so se leta 1104 meščani Vézelaya uprli, ker jim je opatija naložila obveznost zagotavljanja brezplačne nastanitve za romarje, so se grofje postavili na stran meščanov in jim v naslednjih desetletjih večkrat nudili oboroženo podporo, medtem ko je opatija zahtevala zaščito francoskega kralja. V konfliktu z opatijo so meščani ustanovili komuno z izvoljenimi konzuli (1152), ki pa jo je kralj leta 1155 ukinil. Po letu 1166 so dobili listine o svoboščinah (Libertas Vizeliacensis), ki so služile tudi kot vzor za Avallon in druga mesta v okolici. Kraljeva oblast je izkoristila situacijo, da je razširila svojo suverenost na račun opatije in njenih nasprotnikov, s čimer je Ludvika II. iz Neversa prisilila, da se je formalno odpovedal svojim pravicam do zaščite, in po letu 1360 Vézelay postavila tudi za sedež fiskalne uprave za vsa ozemlja pod kraljevo suverenostjo znotraj ozemlja škofije Autun.
Leta 1569 so bile relikvije Magdalene izgubljene med protestantskim ikonoklazmom. Med francosko revolucijo so bili uničeni vsi figuralni okraski na pročelju bazilike. Šele v letih 1870/76 se je pomen kulta Magdalene ponovno obudil: nameščene so bile nove relikvije svetnice in od takrat se romarji zgrinjajo v Vézelay. Danes je samostan sedež mešanega verskega reda, Bratovščine Jeruzalema.
Obnova opatije, ki je bila v začetku 19. stoletja dotrajana in ji je grozilo rušenje, se je začela leta 1840 pod vodstvom Eugèna Viollet-le-Duca. To je sprožilo celo vrsto poznejših restavracij zgodovinskih cerkva, gradov in utrdb, s čimer je zaznamovalo začetek današnjega ohranjanja spomenikov.

## Geografija
Znano romarsko središče stoji na hribu na severozahodni konici reke Morvan, ob reki Cure, na nadmorski višini približno 180 do 250 m. Občina je del regionalnega naravnega parka Morvan. Glavno mesto departmaja, Auxerre, leži približno 51 km severozahodno; majhno mesto Avallon je približno 16 km (vozna razdalja) vzhodno. Podnebje je zmerno do toplo; padavine (približno 925 mm/leto) padajo skozi vse leto.

## Gospodarstvo
Prebivalci vasi so se stoletja preživljali s pridelki svojih polj in vrtov. Ni bilo tržnic ali trgovin z živili; nekatere ženske so se ukvarjale z majhnim uličnim trgovanjem. V srednjem veku je romarski turizem prinašal dohodek v vaško blagajno.

## Znamenitosti
- Bazilika v Vézelayu: Romanska (ladja) in zgodnjegotska bazilika, zgrajena v 12. stoletju, od leta 1979 na Unescovem seznamu svetovne dediščine.
- Porte Neuve, dobro ohranjena mestna vrata z mogočnim stolpom iz poznega srednjega veka, so služila kot kulisa za uspešno francosko filmsko komedijo La grande vadrouille ('Velika zabava') iz leta 1966.
- Kapela Cordelle, prej imenovano Chapelle Sainte-Croix, je zgradil Bernard iz Clairvauxa kmalu po svoji križarski pridigi leta 1146. Kapela stoji ob vznožju hriba, na katerem leži Vézelay, proti Asquinsu. Od leta 1217 so se v Vézelayu naselili frančiškani (v Franciji imenovani kordelierji). Vzdrževali so kapelo Sainte-Croix in jo razširili v samostan La Cordelle. Zaradi pretvorbe cerkvene lastnine v nacionalno lastnino med francosko revolucijo so se frančiškanske zahteve po kapeli La Cordelle končale leta 1791. Posest je bila delno uničena in nato prodana s strani države. Več kot stoletje je ostala v zasebni lasti. Od leta 1949 je kapela La Cordelle ponovno v lasti frančiškanov.

- Vrata
- Kor
- Raj z vhodom
- Notranjost
- Kapitel na stranski ladji, 2. polovica 12. stoletja
- Kapitel na narteksu, okoli leta 1140
- Nova vrata iz 14. stoletja so del obrambnega obzidja okoli Vézelaya

## Vpis na seznam svetovne dediščine
Mesto Vézelay na vrhu hriba in njegova opatijska cerkev sta bila leta 1979 vpisana na seznam svetovne dediščine UNESCO po odločitvi tretjega zasedanja Odbora za svetovno dediščino. Med zasedanjem so bila na seznam svetovne dediščine vpisana tudi štiri druga francoska območja.
Območje svetovne dediščine obsega površino 183 hektarjev in varovalni pas 18.373 hektarjev. Sestavljen je iz dveh delov 'Vrh hriba Vézelay' (178 hektarjev) in Corbignyja (5 hektarjev), majhne vasice na jugozahodu.
Vpis je temeljil na merilih (i) in (vi).
(ii): Cerkev sv. Marije Magdalene iz Vézelaya je mojstrovina burgundske romanske arhitekture. Osrednja ladja (1120–1140), ki jo učinkovito poudarjajo dvobarvna obokana rebra, je okrašena z vrsto kapitelov, edinstvenih po svojem slogu in raznolikosti tem. Izrezljan portal med ladjo in portikom, zlasti timpanon Misije apostolov, ga uvršča med najpomembnejše spomenike zahodne romanske arhitekture.
(iv): V 12. stoletju je bil hrib Vézelay poseben kraj, kjer je srednjeveška krščanska duhovnost dosegla nekakšen paroksizem, kar je povzročilo raznolike in edinstvene manifestacije, od molitev in gest do križarskih vojn.